# Mirkot
Mirkot (Nepali मिरकोट oder Bhirkot) ist ein Village Development Committee (VDC) in Zentral-Nepal im Distrikt Gorkha.
Mirkot liegt 10 km westlich der Distrikthauptstadt Gorkha. Das VDC erstreckt sich über eine Hügellandschaft südlich des Mansiri Himal in Höhen von 400 m bis 1100 m. Der Fluss Daraudi fließt östlich an Mirkot vorbei.

## Einwohner
Bei der Volkszählung 2011 hatte das VDC Mirkot 5261 Einwohner (davon 2407 männlich) in 1388 Haushalten.

## Dörfer und Weiler
Mirkot besteht aus mehreren Dörfern und Weilern. 
Die wichtigsten sind:
- Britti (415 m ⊙)
- Bagdanda (770 m ⊙)
- Dhaukhola (810 m ⊙)
- Jogigaun (930 m ⊙)
- Kusuntar (490 m ⊙)
- Mohoriya (710 m ⊙)
- Ramche (790 m ⊙)
- Sanabesi (650 m ⊙)
- Sera (470 m ⊙)
- Supare (550 m ⊙)